# Абрамовщина (Тверская область)
Абрамовщина — деревня в Жарковском районе Тверской области. Входит в состав Новосёлковского сельского поселения.

## География
Деревня расположена в юго-западной части у границы со Смоленской областью. Находится на расстоянии примерно 47 км от посёлка Жарковский. Ближайший населённый пункт — деревня Лучане.

## История
До 2013 года деревня входила в состав упразднённого в настоящее время Сычёвского сельского поселения.

## Население
| 2010 |
| ---- |
| 0    |

По данным переписи 2002 года постоянное население в деревне также отсутствовало.